# Julie Cohen

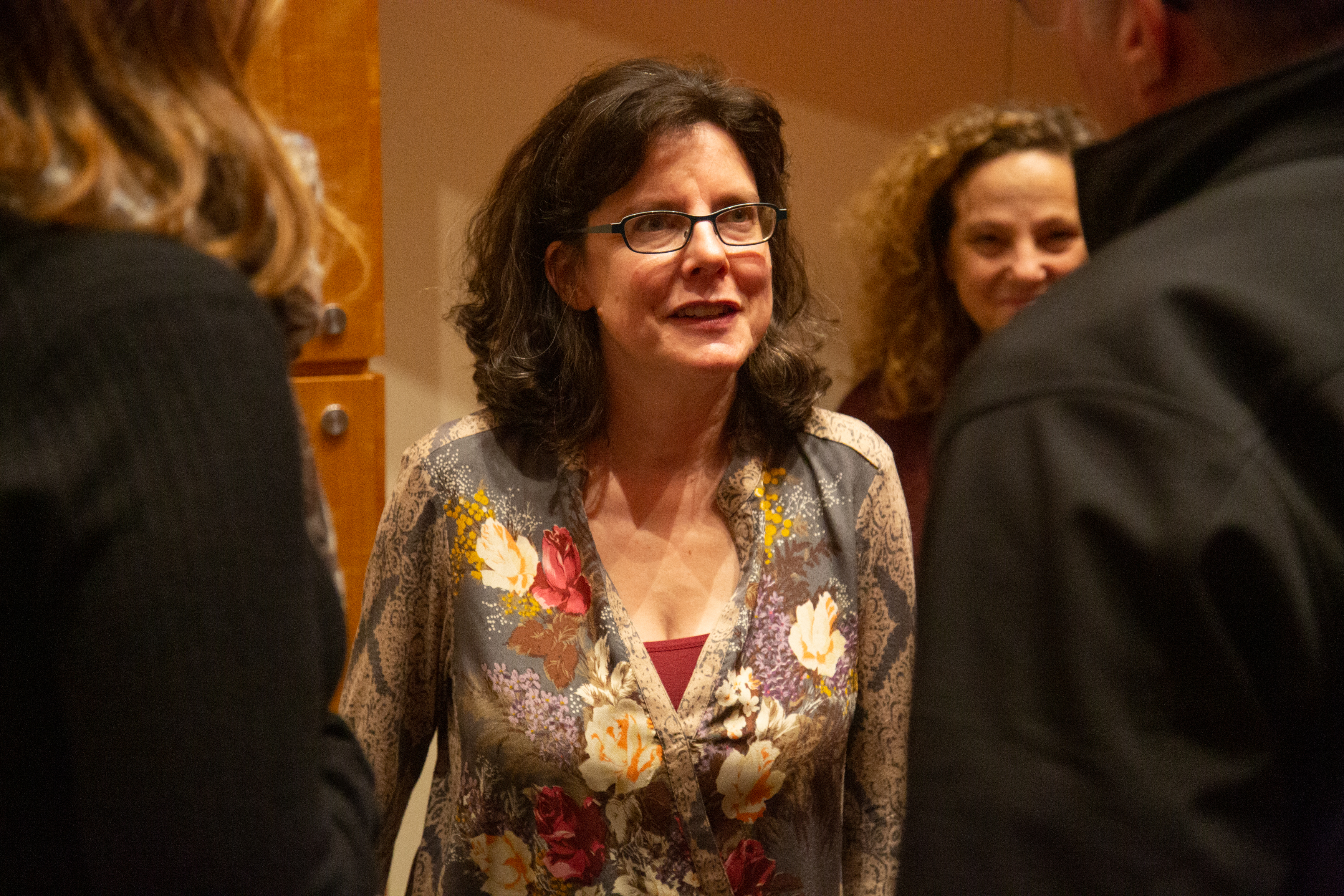
Julie Cohen 2018

Julie Cohen ist eine US-amerikanische Dokumentarfilmerin und Filmproduzentin.

## Leben
Julie Cohen studierte Journalismus an der Colgate University. Ihren Master machte sie an der Yale Law School, wo sie ein Knight Journalism Fellow war. Außerdem studierte sie an der Columbia University, wo sie heute als außerordentliche Professorin tätig ist. Dort gewann sie 1989 den John McHugh Prize.
Sie arbeitete in den 1990ern für den Gerichtsfernsehsender Court TV, für den sie unter dem Namen Supreme Court Watch aus dem Supreme Court berichtete. Anschließend arbeitete sie neun Jahre als Fernsehproduzentin für NBC News und gewann den Individual Achievement Award for Best News Producer von der Organisation American Women in Radio and Television (Gracie Award).
Danach gründete sie ihre eigene Filmproduktionsgesellschaft Better Than Fiction, für die sie sowohl Dokumentarfilme drehte, als auch produzierte. Für den von ihr und Betsy West 2018 gedrehten Film RBG – Ein Leben für die Gerechtigkeit über Ruth Bader Ginsburg erhielt sie eine Oscar-Nominierung sowie einen Primetime-Emmy. Danach drehten die beiden die Dokumentarfilme My Name is Pauli Murray (über Pauli Murray) und Julia (über Julia Child), die beide 2021 aufgeführt wurden.

## Filmografie
- 2003–2011: Dateline NBC (Produktion)
- 2011: The Unforgettable Hampton Family
- 2011: Pedro Ruiz: Coming Home
- 2011: A Joyous Sound (Kurzdokumentation)
- 2013: Ndiphilela Ukucula: I Live to Sing
- 2014: The Sturgeon Queens
- 2017: American Veteran
- 2018: RBG – Ein Leben für die Gerechtigkeit (RBG)
- 2021: My Name is Pauli Murray
- 2021: Julia

## Preise
- 2014: New York Emmy in der Kategorie „Arts: Program/Special“ (Ndiphilela Ukucula: I Live to Sing)
- 2014: „Best of the Fest“ auf dem San Francisco Jewish Film Festival (The Sturgeon Queens)
- 2014: Zuschauerpreis des Los Angeles Jewish Film Festival (The Sturgeon Queens)
- 2018: Audience Choice Award auf dem Minneapolis St. Paul International Film Festival (RBG – Ein Leben für die Gerechtigkeit)
- 2018: Rosie Award der Online Association of Female Film Critics (RBG – Ein Leben für die Gerechtigkeit)
- 2018: Zuschauerpreis für den besten Dokumentarfilm auf dem Wisconsin Film Festival (RBG – Ein Leben für die Gerechtigkeit)
- 2019: Oscar-Nominierung für den Besten Dokumentarfilm (RBG – Ein Leben für die Gerechtigkeit), zusammen mit Betsy West
- 2019: Primetime-Emmy-Verleihung: Exceptional Merit in Documentary Filmmaking (RBG – Ein Leben für die Gerechtigkeit)
- 2019: Cinema for Peace Award in der Kategorie „Women's empowerment Award“ (RBG – Ein Leben für die Gerechtigkeit)[3]